# Pokój 203
Pokój 203, trzeci studyjny album polskiej wokalistki pop, Kasi Cerekwickiej, wydany 1 października 2007 na polskim rynku muzycznym przez wytwórnię Sony BMG Music Entertainment Poland.
Wyprodukowany przez Piotra Siejkę, krążek odniósł komercyjny sukces zajmując 6. pozycję wśród najlepiej sprzedających się albumów w Polsce oraz uzyskując status złotej płyty jeszcze przed premierą ze względu na wysokie zainteresowanie albumem największych sieci marketów.

## Lista utworów
1. „Kasia Cerekiwcka - Intro” - 3:37
2. „S.O.S.” - 3:26
3. „Zostań” - 3:10
4. „Dylemat” - 3:09
5. „Dzięki Tobie” - 3:41
6. „Broken Heart” - 4:03
7. „Przyjaciółka” - 2:59
8. „Tylko raz” - 3:41
9. „Jedno słowo” - 3:56
10. „Kameleon” - 3:57
11. „Nie potrzebuję Ciebie” - 3:29
12. „Sekret” - 3:59
13. „Pluszowy miś” - 4:30
14. „Ostatni raz płaczę” - 3:16

## Pozycje na listach
| Lista | Kraj   | Pozycja | Certyfikat  |
| ----- | ------ | ------- | ----------- |
| OLiS  | Polska | 6       | złota płyta |